# 鹿の湯
鹿の湯（しかのゆ）は北海道河東郡鹿追町北瓜幕のユーヤンベツ川河畔に湧く温泉（野湯）。菅野温泉および周辺に点在する野湯とともに然別峡温泉の名称で国民保養温泉地に指定されている。

## 泉質
- 含食塩重曹泉
  - 源泉温度47度
  - 掛け流し

### 効能
- 慢性皮膚炎、糖尿病、冷え性、リウマチ、神経痛など。

※効能はその効果を万人に保証するものではない。

## 温泉地

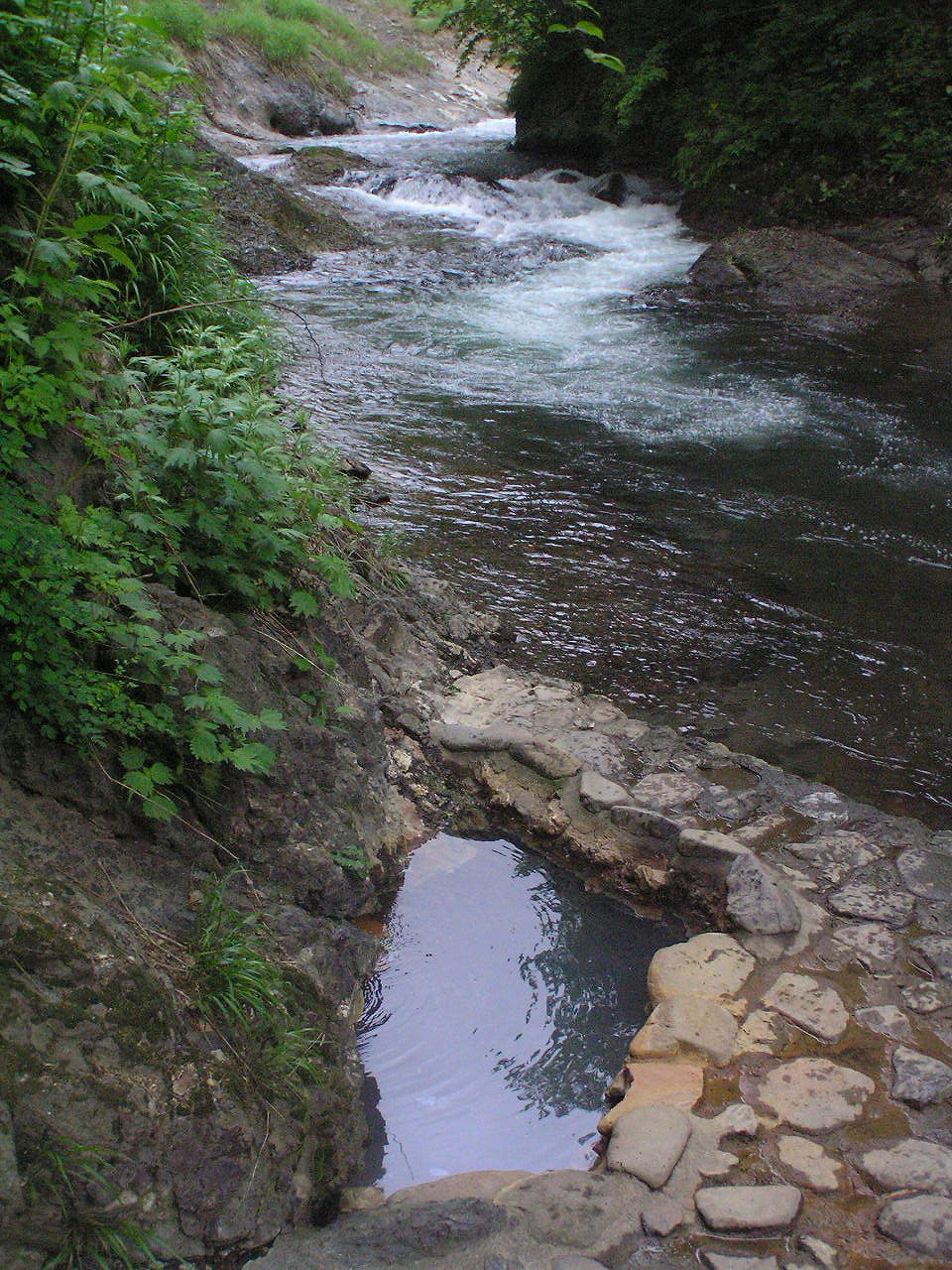
夫婦の湯

周囲を大雪山系の大自然に囲まれた素晴らしい環境にある。今なお湯治場の雰囲気を残す菅野温泉から程近い然別峡にあり、源流を然別山にもとめるユーヤンベツ川の清流沿いに湧き出すいわゆる秘湯である。手前に然別峡野営場があり、そのすぐ奥にある。岩の割れ目から静々と流れ出した熱めの湯は深めの湯船に注がれるうち適温と化す。湯は濁りを伴う緑がかった色をしており、黄緑色の湯の花が多くやや塩辛い。混浴である。然別峡野営場が管理しており、定期的に清掃がされるため、野湯としては概ね清潔である。野営場が閉鎖している10月から6月までは利用不可。
鹿の湯とは別にすぐ上流側に小さな岩をくり抜いただけの露天風呂が二つあり、「夫婦の湯」と名付けられている。鹿の湯から2km上流の砂防ダムに掛けて、ユーヤンベツ川沿いには大小さまざまな野湯が存在し、「シリコトルの湯」・「テムジンの湯」・「ピラーの湯」・「ペニチカの湯」などと名付けられている。

## アクセス
所在地：北海道河東郡鹿追町瓜幕（然別峡国有林内）
- 鉄道：根室本線帯広駅下車。タクシー利用。
- 自動車：道東自動車道芽室ICより約60分。

帯広から車で約1時間30分。国道274号経由で鹿追町に入り北瓜幕を左方向の道道1088号でシカリベツ川沿を北上、菅野温泉の手前を左へ3分。

## 特記事項
- ヒグマ出没の為、併設の然別峡野営場と共にしばしば立ち入り禁止となる。
- 大雪山の真っ只中にあるため、野生動物が多い。中でもキタキツネはごく普通に見られるが、約半数がエキノコックスを持っているとみられるため、エサを与えたり触ったりしないよう注意が必要。